# Garde populaire
La Garde populaire ou les Gardes populaires – GP (arabe : الحرس الشعبي | Al-Harās al-Sha'abī) était la branche militaire du Parti communiste libanais (PCL), qui a combattu pendant la phase 1975-1977 de la guerre civile libanaise et conflits ultérieurs. Le PCL et ses milices étaient membres du Mouvement national libanais (MNL) et de son successeur, le Front national libanais de la résistance (FNLR).

## Origines
La branche militaire du LCP était non seulement bien organisée, mais aussi l'une des plus grandes milices laïques et non sectaires du Liban. Elle a été fondée officieusement pendant la guerre civile de 1958 , combattant aux côtés des forces antigouvernementales contre l' armée libanaise et les milices chrétiennes alliées. Dissous à la fin de la guerre, le Politburo du Parti décida au début de 1969 de lever discrètement une nouvelle milice, apparemment pour aider à défendre les villages frontaliers situés au Sud-Liban. La réalité était cependant plus complexe. Comme d’autres groupes politiques au Liban, le LCP s’est rendu compte au début des années 1970 que sans milice armée, il perdrait sa pertinence politique. Ainsi, la « Garde populaire » a été officiellement créée le 6 janvier 1970, apparemment en réponse à l'occupation des villages de Kfar Kila et Houla dans la région de Jabal Amel au sud du Liban et à l'enlèvement de villageois locaux par les Forces de défense israéliennes (Tsahal).
Avant la guerre, les Gardes populaires recevaient initialement un soutien secret de l'Organisation de libération de la Palestine (OLP), de l'URSS, de la Syrie, de l'Irak, de la Libye et de sympathisants de gauche bien connectés en Jordanie et dans certains pays du bloc de l'Est, comme l'Allemagne de l'Est. En outre, le PCL a commencé à envoyer ses miliciens dans des camps d'entraînement en Jordanie sous le contrôle du Fatah palestinien , du Front populaire de libération de la Palestine (FPLP) et du Parti communiste jordanien (PCJ). De plus, les liens du PCL avec le Parti communiste irakien (PCI) et le Parti communiste syrien (PCS) les ont amenés à nouer des liens étroits avec les gouvernements baasistes irakien et syrien pour aider à former des militants et à acheter des armes soviétiques de haute technologie.

## Structure et organisation militaires
Initialement composée de 600 à 700 miliciens faiblement armés, au milieu de 1976, les rangs de la Garde populaire étaient passés à quelque 5 000 hommes et femmes (bien que d'autres sources mentionnent un nombre plus petit, environ 3 000), ce total comprenant 2 000 à 2 500 combattants à plein temps et 2 500 à 3 000 irréguliers, issus pour la plupart de sa branche jeunesse, l'Union de la jeunesse démocratique libanaise, créée au début des années 1970. Organisé en infanterie, transmissions, artillerie, médical et militaire. Branches de la police, la milice du CPL était d'abord dirigée par le grec orthodoxe George Hawi (dont le nom de guerre était Abou Anis), mais en 1979, le commandement du PG fut transmis à Elias Atallah, un maronite. Bien qu'il soit actif principalement à l'ouest de Beyrouth et à Tripoli, le LCP/PG entretenait également des cellules clandestines dans le district de Koura et dans les districts de Sidon, Tyr et Nabatieh de la région de Jabal Amel au sud du Liban. 

## Les Gardes populaires dans la guerre civile de 1975 à 1990
Après le retour de George Hawi, la Garde populaire a rejoint les forces conjointes Mouvement national libanais – OLP . La milice PCL fut bientôt impliquée dans de nombreux combats de rue contre les milices chrétiennes de droite du Front Libanais. Le 24 octobre 1975, les Gardes populaires ont combattu aux côtés d'autres milices du LNM telles que Al-Mourabitoun et le Mouvement correctionniste nassérien (NCM), l'Armée arabe libanaise (LAA) et l'OLP lors de la bataille des hôtels du centre-ville de Beyrouth, où ils ont engagé les milices du Front libanais et l'Armée du Liban libre (ALL).
Après l'invasion israélienne du Liban en juin 1982, le PCL/GP est entré dans la clandestinité, participant activement à la formation de l'alliance de guérilla du Front national libanais de la résistance en septembre de la même année et rejoignant plus tard la FNLR en juillet 1983. Ils ont combattu durant la Guerre de montagne, alliée aux milices de l'Armée populaire de libération druze (APL) du Parti socialiste progressiste (PSP), d'Al-Mourabitoun et du Parti social nationaliste syrien (PSNS) dans le district du Chouf et à Beyrouth ouest contre les Forces libanaises, l’Armée libanaise et la Force multinationale au Liban.
En décembre 1986, les Gardes populaires rejoignirent les milices du Parti démocratique arabe, du PSNS et du Parti Baas dans une autre coalition militaire soutenue par l'armée syrienne, ce qui contribua à la défaite décisive du Mouvement d'unification islamique musulman sunnite à la bataille de Tripoli.

### Lutte contre l'occupation israélienne
Le 16 septembre 1982, le secrétaire général du PCL George Hawi et le secrétaire général de l'OCAL Mohsen Ibrahim annoncent la création du Front national libanais de la résistance, qui rassemble plusieurs partis et factions armées de gauche et panarabistes libanais pour lutter contre l'occupation israélienne. du sud du Liban .
Les cellules clandestines de guérilla de la Garde populaire ont continué à opérer dans le Jabal Amel après la fin de la guerre civile, combattant jusqu'en 2000 aux côtés du Hezbollah chiite et d'autres groupes armés libanais contre les Forces de défense israéliennes (FDI) et leurs mandataires de l'Armée du Sud-Liban (ASL). la « zone de sécurité » contrôlée par Israël.